# Lorenzo Valla
Lorenzo Valla (též latinsky Laurentius) (1405-1407, Řím – 1. srpna 1457 tamtéž) byl italský renesanční filosof, filolog a historik. Je považován za největšího italského humanistu XV. století.
Chválil přednosti latinského jazyka a jako filolog se obracel i proti filosofii. Jazykovým rozborem prokázal nepravost tzv. Konstantinovy donace, kterou prohlásil za papežský podvrh. Tím si však proti sobě poštval některé církevní kruhy a byl vydán inkvizici. Avšak po obhájení své pravověrnosti se nakonec za papeže Calixta III. (1455-1458) stal papežským sekretářem.
Důležitým Vallovým počinem bylo též porovnání autoritativního latinského textu Nového zákona (Vulgáty) s řeckým originálem. Díky tomuto "Srovnání textu Nového zákona" (Collatio Novi Testamenti") je považován za zakladatelskou postavu moderní biblické filologie. Svou prací na textu Nového zákona ovlivnil zejména Erasma Rotterdamského, který o několik desetiletí později připravil první tištěné vydání Nového zákona v řečtině. Snažil se propojit křesťanskou morálku s prvky epikúreismu, zabýval se svobodnou lidskou volbou a pomáhal znovuoživení klasického duchovního vzdělání. Jeho spis proti Konstantinově donaci byl již na počátku 16. století přeložen do češtiny humanistou Řehořem Hrubým z Jelení (jde o první překlad tohoto Vallova spisu vůbec).
Z díla Lorenza Vally:
- De voluptate – porovnává učení stoiků a Epikúra, jehož učení vyzdvihuje
- De libero arbitrio
- De professione religiosorum
- De falso credita et ementita Constantini donatione
- Collatio Novi Testamenti
- Repastinatio dialecticae et philosophiae
- De elegantiis Latinae linguae – v tomto pojednání položil základy pro reformu latinské prózy a zvýšený zájem o dílo Cicerona.